# گای
گای (به فرانسوی: Gye) یک کامین در فرانسه است که در Canton of Toul-Sud واقع شده‌است.

## خصوصیات
گای ۶٫۵۱ کیلومترمربع مساحت و ۱۸۷ نفر جمعیت دارد و ۲۳۵ متر بالاتر از سطح دریا واقع شده‌است.